# Graeme Brown
Graeme Brown (Darwin, 9 d'abril de 1979) és un ciclista australià, professional del 2002 al 2016.
Combinà el ciclisme en pista amb la carretera. Va ser en pista on va obtenir els millors resultats. Durant la seva carrera esportiva va prendre part en tres edicions dels Jocs Olímpics d'Estiu. El 2000 fou cinquè en la prova de persecució per equips. El 2004, als Jocs Olímpics d'Atenes, guanyà la medalla d'or en les proves de persecució per equips i madison. El 2008 fou quart en la prova de persecució per equips. En el seu palmarès també destaquen dues medalles al Campionat del Món en pista, d'or el 2003 i de bronze el 2008, ambdues en la prova de persecució per equips. Als Jocs de la Commonwealth també guanyà dues medalles d'or en l'edició del 2002, en persecució per equips i scratch.
En ruta va córrer als equips Ceramica Panaria-Navigare, Belkin Pro Cycling i Drapac Professional Cycling. Destaquen la victòria a la Nokere Koerse de 2009 i diverses etapes en curses d'una setmana, com el Tour Down Under, la Volta a Califòrnia o la Volta a Polònia.

## Palmarès en ruta
- 2001
  -  Campió d'Austràlia en ruta sub-23
  - Vencedor d'una etapa al Tour Down Under
  - Vencedor d'una etapa al Giro delle Regioni
  - Vencedor d'una etapa al Tour del Japó
- 2002
  - Vencedor d'una etapa al Tour de Langkawi
- 2003
  - Vencedor d'una etapa al Tour Down Under
  - Vencedor de 2 etapes al Tour de Langkawi
- 2005
  - Vencedor de 5 etapes al Tour de Langkawi
- 2006
  - 1r al Tour de Rijke
  - Vencedor de 2 etapes de la Volta a Alemanya
- 2007
  - Vencedor d'una etapa a la Volta a Califòrnia
  - Vencedor d'una etapa a la Volta a Múrcia
  - Vencedor d'una etapa a la Volta a Polònia
- 2008
  - 1r del Cala Millor-Cala Bona
  - Vencedor d'una etapa a la Volta a Múrcia
- 2009
  - 1r a la Nokere Koerse
  - 1r a l'Omloop van het Houtland
  - Vencedor de 2 etapes de la Volta a Múrcia
  - Vencedor d'una etapa al Tour Down Under
- 2010
  - Vencedor d'una etapa de la Volta a Àustria

### Resultats al Giro d'Itàlia
- 2002. Fora de control (6a etapa)
- 2003. Fora de control (14a etapa)
- 2006. Abandona (7a etapa)
- 2007. Abandona (3a etapa)
- 2008. Abandona (14a etapa)
- 2010. 130è de la classificació general
- 2011. Fora de control (9a etapa)
- 2012. Abandona (15a etapa)

### Resultats a la Volta a Espanya
- 2013. Abandona (15a etapa)

## Palmarès en pista
- 1997
  -  Campió del món júnior en Persecució per equips (amb Scott Davis, Brett Lancaster i Michael Rogers)
- 2000
  - 1r als Sis dies de Nouméa (amb Danny Clark)
- 2003
  -  Campió del món de persecució per equips (amb Peter Dawson, Brett Lancaster i Luke Roberts)
- 2004
  -  Campió olímpic de persecució per equips (amb Brett Lancaster, Bradley McGee i Luke Roberts)
  -  Campió olímpic en madison (amb Stuart O'Grady)

### Resultats a laCopa del Món
- 1999
  - 1r a Cali i Frisco, en Persecució per equips
- 2000
  - 1r a Cali, en Madison
- 2002
  - 1r a Moscou, en Puntuació